# Tylopsis
Tylopsis is een geslacht van rechtvleugeligen uit de familie sabelsprinkhanen (Tettigoniidae). De wetenschappelijke naam van dit geslacht is voor het eerst geldig gepubliceerd in 1853 door Fieber.

## Soorten
Het geslacht Tylopsis omvat de volgende soorten:
- Tylopsis ampla Ragge, 1964
- Tylopsis bilineolata Serville, 1838
- Tylopsis brevis Ragge, 1964
- Tylopsis coi Jannone, 1936
- Tylopsis continua Walker, 1869
- Tylopsis dispar Sjöstedt, 1910
- Tylopsis farrowi Ragge, 1972
- Tylopsis fissa Ragge, 1964
- Tylopsis gracilis Chopard, 1954
- Tylopsis irregularis Karsch, 1893
- Tylopsis lilifolia Fabricius, 1793
- Tylopsis peneri Ragge, 1974
- Tylopsis punctulata Kirby, 1900
- Tylopsis rubrescens Kirby, 1900